# Орден Білої троянди (Фінляндія)
Орден Білої троянди Фінляндії (фін. Suomen Valkoisen Ruusun ritarikunta) — вища державна нагорода Фінляндії, один з трьох офіційних орденів держави.
Орден був заснований Густавом Маннергеймом 28 січня 1919 року. Орден замінив Орден Хреста Свободи, скасований в цей же день. Назва символізує дев'ять срібних троянд на гербі Фінляндії.
Знаками Ордена нагороджувалися громадяни Фінляндії, а також іноземних держав за цивільні або за військові заслуги в мирний або воєнний час. Всього Орден мав десять класів. Відзнаки (медалі) видавалися з мечами, планками, або без таких, хрести і зірки були з мечами або теж без таких, а також були виконані на підвісах у вигляді ланцюгів зі свастикою з діамантовим оформленням (свастика була прибрана з заміною на оформлення у вигляді голок ялини в 1963 році). З 1963 року до нагородження представлялися і жінки (знаки зі стрічкою у вигляді банта). Крім звичайних версій нагород існували їх мініатюрні варіанти.
Дизайн нагороди розроблений фінським художником шведського походження Акселі Вальдемаром Галлен-Каллела (роки життя; 1865-1931 рр.).

## Нагороджені орденом Білої троянди
Серед нагороджених Орденом Білої троянди:
- Едвард Ридз-Сміглий
- Вальтер фон Браухіч (1939)
- Едуард Дітль (1941)
- Беатрікс
- Паола Руффо ді Калабріа
- Герман Герінг
- Філіп I
- Томас Бічем (1955)[3]
- Шарль де Голль (1962)
- Йосип Броз Тіто (1963)
- Карл XVI Густаф
- Леонід Брежнєв (1976)
- Костянтин Тищенко (2005)[4]
- Віктор Ющенко (2006)[5]
- Март Лаар (2009)
- Нурсултан Назарбаєв (2009)
- Башар аль-Асад (2009) [6]
- Раджендра Кумар Пачаурі (2010)
- Генрі Тіррі (2011)
- Боб Фостер (2011)
- Саулі Нііністьо (2012)
- Армі Куусела (2012)
- Анна-Мая Генрикссон (2015)
- Тапані Юркі Тарвайнен (2015)
- Поліна Кілтінен (2016)
- Хелена Йлі-Ренко (2017)
- Девід Йокен (2021)[7]
- Ханна Вехкамякі (2022)
- Санна Марін (2022)